# Adalbert von Entringen

Wappen der Herren von Entringen

Adalbert von Entringen oder Adalbertus de Antringen war im 11. und 12. Jahrhundert ein adliger Herr in Entringen.

## Leben und Wirken
Adalbert von Entringen war ein Urenkel von Lanzelin. Er war ein Verwandter des Landold von Entringen und der adligen Stifter des Klosters St. Georgen im Schwarzwald Hezelo († 1088) und Hesso († 1114) aus der Reichenauer Vogtfamilie. Hezelo sorgte dafür, dass, wenn sein einziger Sohn Hermann ohne einen rechtmäßigen Nachkommen sterben würde, das Erbe, das ihm und seinem Sohn gehörte, dem Märtyrer St. Georg unterstellt werde. Daher rief er seine Verwandten zusammen, nämlich Landold und Adelbert von Entringen, weil die als Nächste sonst seine und seines Sohnes Erben sein würden. Er und sein Sohn übergaben alles, was sie rechtmäßig besaßen, sowohl Leute als auch Gut, mit Ausnahme dessen, was sie in Oggelshausen besaßen, der Redlichkeit dieser Entringer Verwandten und verpflichteten diese, dass, wenn sein Sohn sterbe, sie die Hofleute behalten mögen, der ganze Rest aber dem Kloster St. Georg mitsamt dem geschuldeten Recht zufalle. Adalbert von Entringen wurde um 1075 als erster Besitzer von Hohenentringen schriftlich erwähnt. Er übertrug einen Teil seines Besitzes am 11. September 1111 vor Herzog Berthold III. und dessen Gefolgschaft in Kleinbasel. Er erfüllte damit das Hezelo im Jahr 1084 gegebene Versprechen und schenkte für Hezelo und dessen Sohn Hermann dem Kloster St. Georgen Besitz in Degernau und Ingoldingen in Anwesenheit folgender Zeugen: Herzog Berthold III. von Zähringen, Konrad, Rudolf und Berthold von Neuenburg, Friedrich II. von Wolfach und dessen Sohn Arnold, Vogt Konrad von Waldkirch, Erchenbold von Buesenheim sowie Erchengar von Rundstal.

## Bestattung
Bei archäologischen Grabungen im Bereich des Chores und des Mittelschiffs der Evangelischen Pfarrkirche St. Michael in Entringen wurden 1967/68 bei Einbauarbeiten einer Heizungsanlage durch das damalige Staatliche Amt für Denkmalpflege Tübingen drei Gräber gefunden. Diese liegen in prominenter Lage auf der Mittelachse des Kirchenschiffes, was im 11. Jahrhundert angesichts eines Bestattungsverbotes in der Kirche nur für hochgestellte Personen denkbar war. Bei dem frühromanischen zweiten Bauabschnitt könnte es sich daher um eine Begräbniskirche der Herren von Entringen gehandelt haben.
Der Bau hat gewisse Ähnlichkeiten mit den Kirchen im Umfeld von Cluny in Burgund, wo vergleichbare kreuzförmige Kirchen in dieser Zeit nichts Ungewöhnliches sind. Da der 1075 bezeugte Adalbert von Entringen nachweislich in enger Beziehung zum Reformkloster Hirsau stand, wäre es denkbar, dass auf diesem Wege architektonische Elemente aus Cluny nach Entringen übertragen wurden.